# Borgfred
Borgfred anses i modernt språk avse en överenskommelse mellan annars stridande parter att hålla sams inbördes för att bekämpa en yttre fiende.
Ordet kommer ursprungligen från borgfrid.